# Montauban
Montauban (francia kiejtése: [mɔ̃tobɑ̃], okcitánul: Montalban) város Franciaország déli részén, Okcitánia régióban, Tarn-et-Garonne megye székhelye (prefektúra). Franciaország kulturális és történelmi városa címet viseli. Lakosainak száma 62 487 fő (2022. január 1.). Montauban L’Honor-de-Cos, Albefeuille-Lagarde, Albias, Bressols, Corbarieu, Labastide-Saint-Pierre, Lacourt-Saint-Pierre, Lamothe-Capdeville, Léojac, Montbeton, Piquecos, Saint-Étienne-de-Tulmont, Saint-Nauphary és Villemade községekkel határos.

## Története
Bár közelében már korábban volt település, a mai várost Toulouse grófjai alapították a 12. században a Tarn folyó két partján. A város a hugenották egyik legfontosabb központja volt Franciaországban, sőt 1570-ben királyi szabadalmat kapott arra, hogy a protestánsok itt szabadon gyakorolhassák vallásukat. Navarrai Henrik erődítette meg várfalait. Montaubant XIII. Lajos francia király 1621-ben 20 000 fős sereggel sem tudta elfoglalni, hét évvel később viszont, a hugenották másik nagy központja, La Rochelle eleste után Montauban önként megadta magát. A hugenották kegyelmet kaptak, de le kellett rombolniuk az erődítéseket.
A város a francia képzőművészet két nagy alakja: a festő Jean Auguste Dominique Ingres és a szobrász Émile Antoine Bourdelle szülővárosa.

## Demográfia
| Év   | Lakosság |
| ---- | -------- |
| 1793 | 26 160   |
| 1800 | 21 950   |
| 1806 | 23 973   |
| 1821 | 25 357   |
| 1836 | 23 865   |
| 1856 | 25 095   |
| 1861 | 27 054   |
| 1866 | 25 991   |

| Év   | Lakosság |
| ---- | -------- |
| 1872 | 25 624   |
| 1876 | 26 952   |
| 1881 | 28 335   |
| 1886 | 29 863   |
| 1891 | 30 388   |
| 1896 | 29 470   |
| 1901 | 30 506   |
| 1906 | 28 688   |

| Év   | Lakosság |
| ---- | -------- |
| 1911 | 29 778   |
| 1921 | 26 094   |
| 1926 | 28 829   |
| 1931 | 29 981   |
| 1936 | 32 025   |
| 1946 | 36 281   |
| 1954 | 38 321   |
| 1962 | 41 002   |

| Év   | Lakosság |
| ---- | -------- |
| 1968 | 45 872   |
| 1975 | 48 028   |
| 1982 | 50 682   |
| 1990 | 51 224   |
| 1999 | 51 855   |
| 2008 | 57 150   |
| 2010 | 56 271   |

## Látnivalók

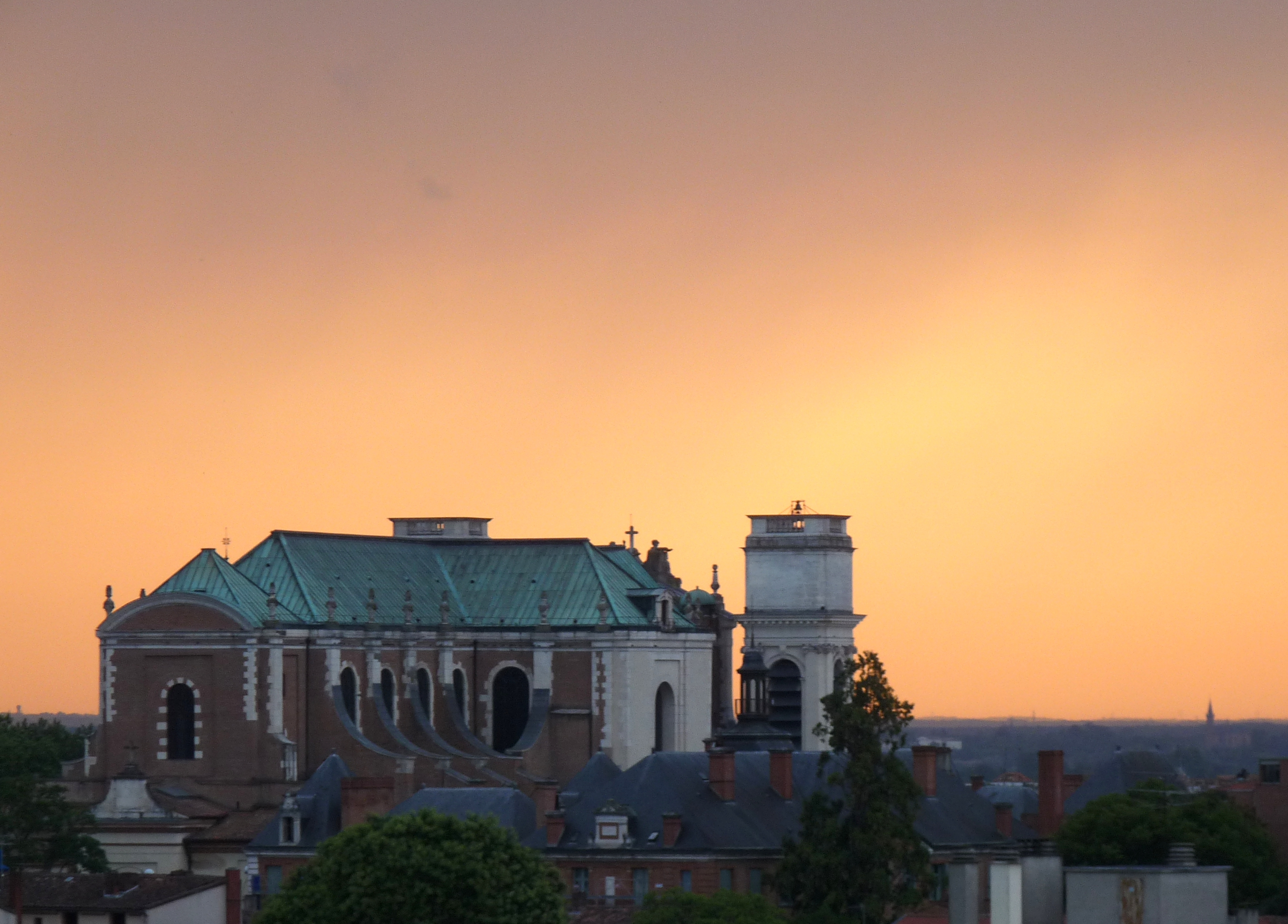
Cathédrale Notre-Dame

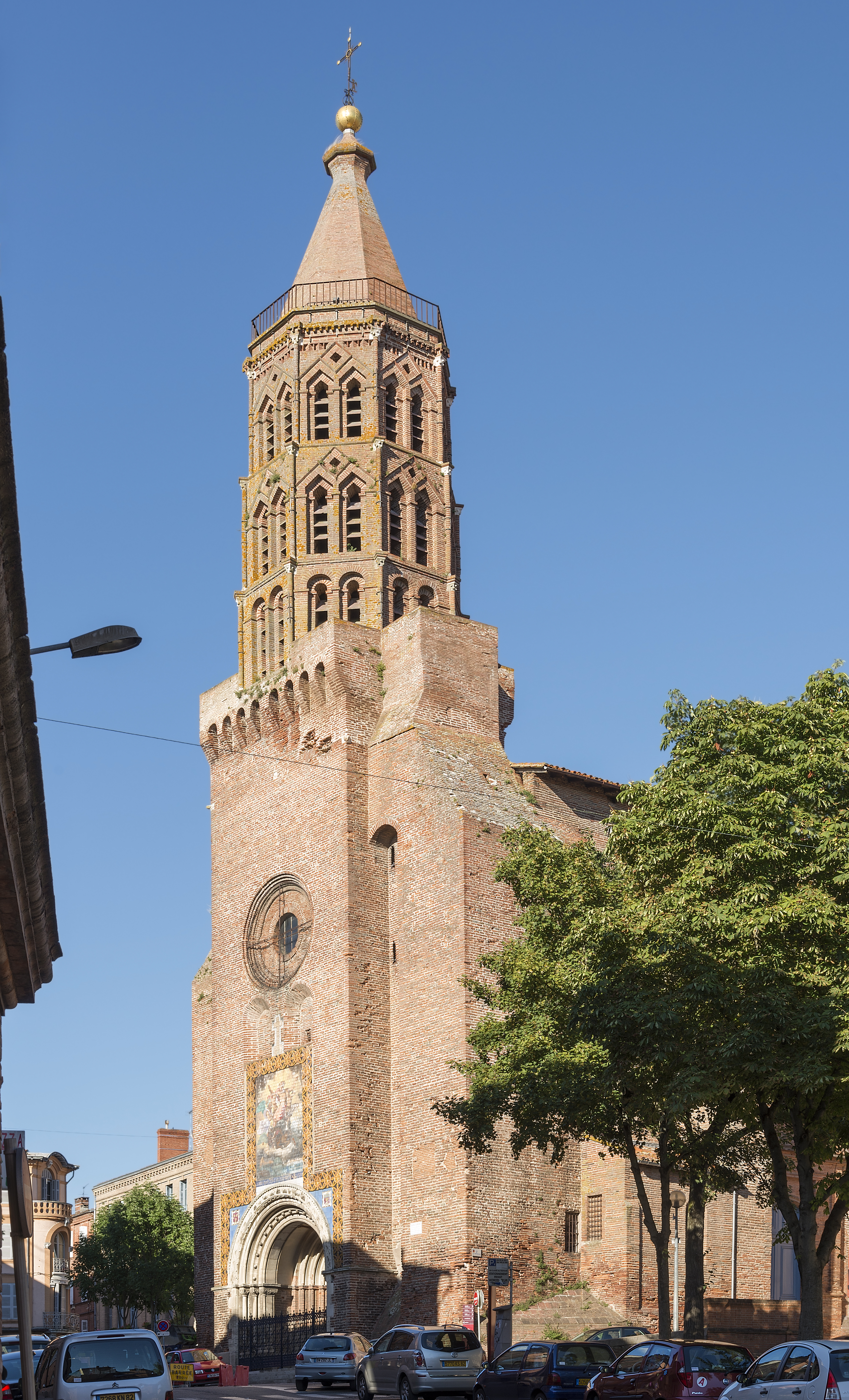
Église St-Jacques

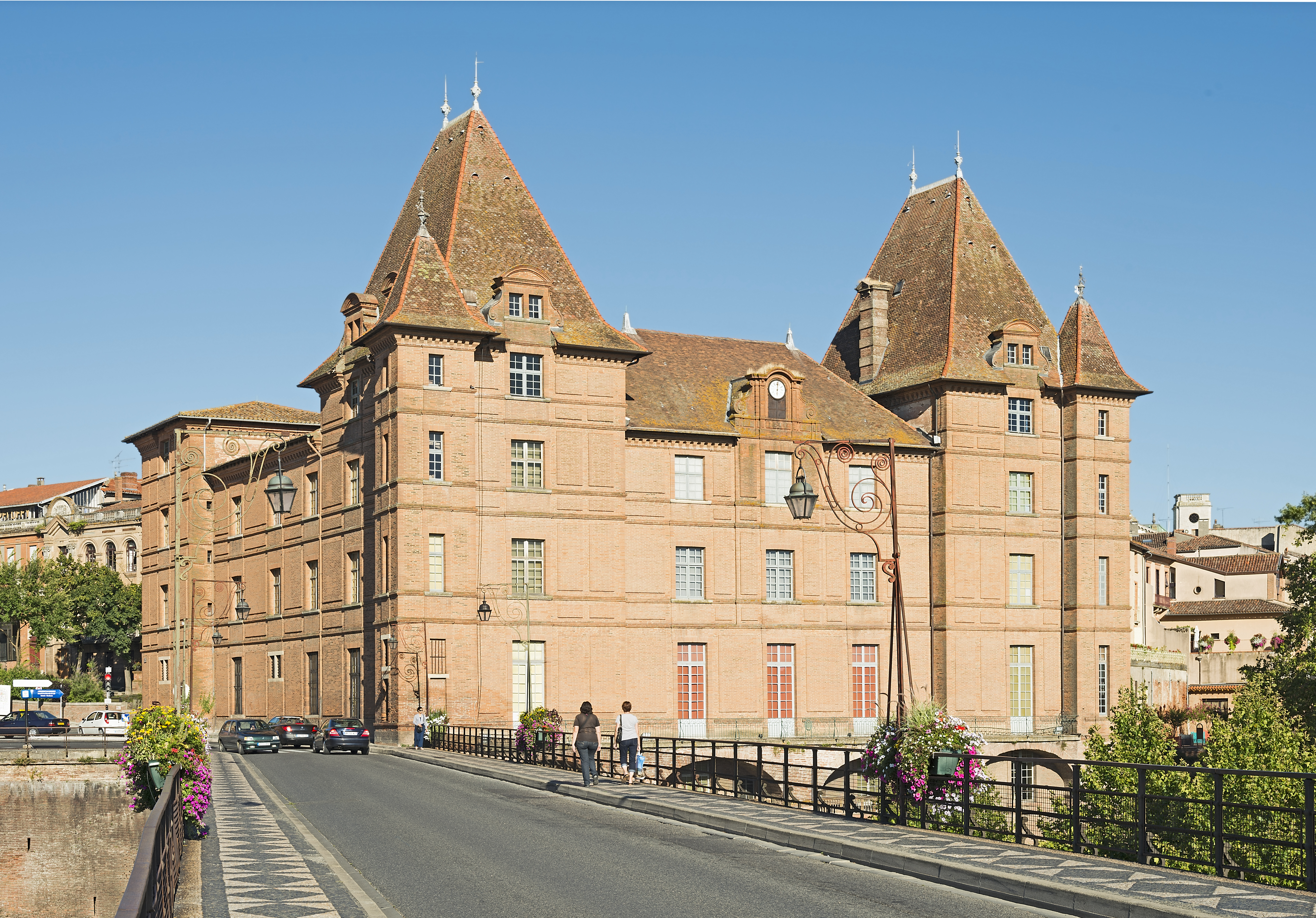
A múzeum "Ingres".

- Pont-Vieux – a Tarn felett átívelő, több mint 200 méter hosszú híd, amelyet annak idején még erődítés védett, a 14. században épült téglából. Innen szép a rálátás a régi városmagra.
- Musée d’Ingres – a mai Pont-Vieux bal oldali hídfőjéhez közel a gótok még a 12. században építették fel az első várat. Ezt többször átalakították, bővítették. A mai épület, amely korábban a mára már megszűnt püspökség palotája volt, még megőrzött néhány részletet a százéves háború időszakában készült erődből. A múzeum Ingres művészetének állít emléket, a festő végrendeletében hagyta számos képét és vázlatát szülővárosára. Nem kevesebb mint 4000 rajza van a gyűjteményben, de néhány nagy festménye, sok portréja és több olyan alkotás is, amelyet mestere Jacques-Louis David, illetve kortársai: Théodore Géricault, Eugène Delacroix festettek. A festő gyűjteményéből néhány régi olasz és flamand alkotás is a múzeum birtokába került. A földszinten a szobrász Bourdelle több műve látható. Az épület alagsorában régészeti kiállítás látható.
- Ancienne Cour des Aides – 18. századi épület, ahol a helytörténeti és a természettudományi múzeum kapott helyet.
- Église St-Jacques – a katedrális egy része a 15. században épült, tornya a 13. századból származik.
- Place National – a város főtere, az itt található házak egyszerre épültek a 17. században, amikor egy tűzvész elpusztította a korábbi építményeket.
- Cathédrale Notre-Dame – a XVII. században klasszicista stílusban emelték a hatalmas templomot, a bejárat előtt a négy evangélista nagyméretű szobrával, de ezek csak másolatok, mert az eredetiek a templom belsejében vannak. A templom nagy értéke Ingres hatalmas oltárképe a bal oldali kereszthajóban.

## Testvérvárosok
- Pawhuska
- Yokneam
- Khémisset
- Prokuplje